# 지천면
지천면(枝川面)은 대한민국 경상북도 칠곡군의 면이다. 넓이는 88.93km2이고, 인구는 2006년 기준으로 6,042명이다. 면소재지는 신동이다. 

## 행정 구역
- 신리
- 송정리
- 연화리
- 연호리
- 금호리
- 달서리
- 백운리
- 창평리
- 심천리
- 영오리
- 덕산리
- 오산리
- 용산리
- 낙산리
- 황학리

## 교통
- 경부고속도로 칠곡물류 나들목, 칠곡 분기점
- 국도 제4호선
- 경부선 지천역, 신동역, 연화역

## 교육
- 지천초등학교 (용산리)
- 신동초등학교 (신리)
  - 연호분교 (폐교) - 연호2길 87-10 (연호리)
  - 연화분교 (폐교) - 연화2길 21 (연화리)
- 신동중학교 (신리)
- 경북기계명장고등학교 (신리)